# Сааніч
Сааніч (англ. Saanich) — окружний муніципалітет в Канаді, у провінції Британська Колумбія, у складі регіонального округу Кепітел.

## Населення
За даними перепису 2016 року, окружний муніципалітет нараховував 114148 осіб, показавши зростання на 4,0%, порівняно з 2011-м роком. Середня густина населення становила 1 099,9 осіб/км².
З офіційних мов обидвома одночасно володіли 9 895 жителів, тільки англійською — 101 080, тільки французькою — 35, а 1 865 — жодною з них. Усього 22315 осіб вважали рідною мовою не одну з офіційних, з них 30 — одну з корінних мов, а 180 — українську.
Працездатне населення становило 62,5% усього населення, рівень безробіття — 5,7% (6,1% серед чоловіків та 5,2% серед жінок). 84,4% осіб були найманими працівниками, а 14% — самозайнятими.
Середній дохід на особу становив $47 721 (медіана $37 300), при цьому для чоловіків — $54 714, а для жінок $41 280 (медіани — $42 685 та $33 227 відповідно).
28,5% мешканців мали закінчену шкільну освіту, не мали закінченої шкільної освіти — 12%, 59,5% мали післяшкільну освіту, з яких 52,5% мали диплом бакалавра, або вищий, 1,890 осіб мали вчений ступінь.
| Статево-вікова структура населення | Статево-вікова структура населення | Статево-вікова структура населення | Статево-вікова структура населення | Статево-вікова структура населення |
| ---------------------------------- | ---------------------------------- | ---------------------------------- | ---------------------------------- | ---------------------------------- |
|                                    |                                    |                                    |                                    |                                    |
| Всього                             | Всього                             | 48,5%51,5%                         |                                    |                                    |
| 0 — 14 років                       | 0 — 14 років                       |                                    | 13,6%                              | 13,6%                              |
| 15 — 64 років                      | 15 — 64 років                      |                                    | 65,6%                              | 65,6%                              |
| 65 і більше                        | 65 і більше                        |                                    | 20,8%                              | 20,8%                              |
| 85 і більше                        | 85 і більше                        |                                    | 3,3%                               | 3,3%                               |
| 100 і більше                       | 100 і більше                       |                                    | 0%                                 | 0%                                 |
| Середній вік (років)               | Середній вік (років)               | 42,344,7                           | 43,5                               | 43,5                               |
| Медіана (років)                    | Медіана (років)                    | 42,646,1                           | 44,5                               | 44,5                               |
| — чоловіки — жінки                 |                                    |                                    |                                    |                                    |

| Походження мешканців:     | Походження мешканців:     | Походження мешканців: | Походження мешканців: | Походження мешканців: |
| ------------------------- | ------------------------- | --------------------- | --------------------- | --------------------- |
| Походження                |                           |                       | осіб                  | %                     |
| Корінні американці        | Корінні американці        |                       | 4 925                 | 4.4%                  |
| Інше північноамериканське | Інше північноамериканське |                       | 26 410                | 23.62%                |
| Європейське               | Європейське               |                       | 81 165                | 72.58%                |
| британське                | британське                |                       | 61 725                | 55.19%                |
| французьке                | французьке                |                       | 10 280                | 9.19%                 |
| українське                | українське                |                       | 5 395                 | 4.82%                 |
| Латинськоамериканське     | Латинськоамериканське     |                       | 1 730                 | 1.55%                 |
| Карибське                 | Карибське                 |                       | 605                   | 0.54%                 |
| Африканське               | Африканське               |                       | 1 680                 | 1.5%                  |
| Азійське                  | Азійське                  |                       | 23 475                | 20.99%                |
| Океанійське               | Океанійське               |                       | 760                   | 0.68%                 |

| Зайнятість населення за галузями (за класифікацією NOC): | Зайнятість населення за галузями (за класифікацією NOC): | Зайнятість населення за галузями (за класифікацією NOC): | Зайнятість населення за галузями (за класифікацією NOC): | Зайнятість населення за галузями (за класифікацією NOC): |
| -------------------------------------------------------- | -------------------------------------------------------- | -------------------------------------------------------- | -------------------------------------------------------- | -------------------------------------------------------- |
|                                                          |                                                          |                                                          |                                                          |                                                          |
| Управління                                               | Управління                                               |                                                          | 11%                                                      | 11%                                                      |
| Бізнес, фінанси та адміністрування                       | Бізнес, фінанси та адміністрування                       |                                                          | 15,9%                                                    | 15,9%                                                    |
| Природничі та прикладні науки                            | Природничі та прикладні науки                            |                                                          | 8,6%                                                     | 8,6%                                                     |
| Охорона здоров'я                                         | Охорона здоров'я                                         |                                                          | 8,5%                                                     | 8,5%                                                     |
| Освіта, правозахист, муніципальні та урядові служби      | Освіта, правозахист, муніципальні та урядові служби      |                                                          | 13,9%                                                    | 13,9%                                                    |
| Мистецтво, культура, відпочинок та спорт                 | Мистецтво, культура, відпочинок та спорт                 |                                                          | 3,7%                                                     | 3,7%                                                     |
| Роздрібна торгівля та послуги                            | Роздрібна торгівля та послуги                            |                                                          | 24,8%                                                    | 24,8%                                                    |
| Гуртова торгівля, транспорт та обладнання                | Гуртова торгівля, транспорт та обладнання                |                                                          | 10,6%                                                    | 10,6%                                                    |
| Природні ресурси, сільське господарство                  | Природні ресурси, сільське господарство                  |                                                          | 1,7%                                                     | 1,7%                                                     |
| Виробництво                                              | Виробництво                                              |                                                          | 1,2%                                                     | 1,2%                                                     |

## Клімат
Середня річна температура становить 10,4°C, середня максимальна – 20,7°C, а середня мінімальна – -0,6°C. Середня річна кількість опадів – 788 мм.
| Клімат поселення                              | Клімат поселення | Клімат поселення | Клімат поселення | Клімат поселення | Клімат поселення | Клімат поселення | Клімат поселення | Клімат поселення | Клімат поселення | Клімат поселення | Клімат поселення | Клімат поселення | Клімат поселення |
| Показник                                      | Січ.             | Лют.             | Бер.             | Квіт.            | Трав.            | Черв.            | Лип.             | Серп.            | Вер.             | Жовт.            | Лист.            | Груд.            |                  |
| Середній максимум, °C                         | 9,31             | 10,77            | 11,98            | 14,20            | 17,31            | 19,93            | 20,28            | 20,65            | 18,08            | 13,50            | 9,68             | 7,52             |                  |
| Середня температура, °C                       | 4,37             | 5,83             | 7,06             | 9,26             | 12,37            | 14,98            | 17,20            | 17,58            | 15,01            | 10,46            | 6,59             | 4,45             |                  |
| Середній мінімум, °C                          | −0,58            | 0,88             | 2,12             | 4,33             | 7,43             | 10,04            | 14,14            | 14,51            | 11,93            | 7,37             | 3,54             | 1,37             |                  |
| Норма опадів, мм                              | 123              | 89               | 67               | 45               | 33               | 28               | 18               | 23               | 30               | 70               | 132              | 130              |                  |
| Середньомісячна швидкість вітру, м/с          | 3.47             | 3.30             | 3.42             | 3.38             | 3.32             | 3.38             | 3.22             | 2.91             | 2.56             | 2.73             | 3.42             | 3.51             |                  |
| Середньомісячна сонячна радіація, кДж/м²·день | 3261             | 6132             | 9895             | 14703            | 18418            | 19961            | 21128            | 18047            | 13265            | 7121             | 3678             | 2596             |                  |
| --------------------------------------------- | ---------------- | ---------------- | ---------------- | ---------------- | ---------------- | ---------------- | ---------------- | ---------------- | ---------------- | ---------------- | ---------------- | ---------------- | ---------------- |
| Джерело:                                      |                  |                  |                  |                  |                  |                  |                  |                  |                  |                  |                  |                  |                  |